# Epidendrum magalhaesii
Epidendrum magalhaesii är en orkidéart som beskrevs av Rudolf Schlechter. Epidendrum magalhaesii ingår i släktet Epidendrum och familjen orkidéer. Inga underarter finns listade i Catalogue of Life.